# Aglossorrhyncha peculiaris
Aglossorrhyncha peculiaris är en orkidéart som beskrevs av Johannes Jacobus Smith. Aglossorrhyncha peculiaris ingår i släktet Aglossorrhyncha och familjen orkidéer. Inga underarter finns listade i Catalogue of Life.